# Konstantinos Mavropanos
Konstantinos Mavropanos - em grego, Κωνσταντίνος "Ντίνος" Μαυροπάνος (Atenas, 11 de dezembro de 1997) é um futebolista grego que atua como zagueiro. Atualmente, joga pelo West Ham.

## Carreira

### Início
Nascido em Atenas, Mavropanos ingressou nas categorias de base do Apollon Smyrnis em 2008, aos 10 anos de idade. Em 2016, após 8 anos na base e não tendo conseguido chegar ao time principal, deixou os alviazuis e foi para o PAS Giannina, onde iniciou a carreira profissional. Em uma temporada e meia pelo clube do Epiro, jogou 16 vezes (20, contabilizando partidas do Campeonato Grego e da Copa da Grécia) e fez três gols.

### Arsenal e empréstimo ao Nürnberg
Em janeiro de 2018, o Arsenal contratou Mavropanos, que inicialmente jogaria pelo time Sub-23 - sua estreia foi na vitória por 4 a 0 sobre os reservas do Manchester United, jogando os 90 minutos. Em abril, disputou sua primeira partida no time principal dos Gunners, também contra o Manchester United, e seu desempenho agradou torcedores e jornalistas, mesmo com a derrota por 2 a 0. Ele ainda participou dos jogos contra o Burnley e Leicester, quando foi expulso - a partida contra os Foxes foi, também, a última de Arsène Wenger como treinador do Arsenal.
Uma lesão na virilha tirou Mavropanos dos gramados por dois meses, voltando para o time Sub-23 do Arsenal para recuperar o ritmo de jogo. O zagueiro disputou quatro partidas na temporada 2018–19.
Em janeiro de 2020, fora dos planos do treinador Mikel Arteta, o zagueiro foi emprestado ao 1. FC Nürnberg até o final da temporada.

## Seleção Nacional
Entre 2017 e 2018 o zagueiro fez parte da Seleção Grega Sub-21, pela qual disputou 4 jogos e não fez nenhum gol.